# Gmina Balldren
Gmina Balldren (alb. Balldren i Ri) – gmina położona w zachodniej części Albanii. Administracyjnie należy do okręgu Lehza w obwodzie Lehza. W 2011 roku populacja gminy wynosiła 6142 osób w tym 3046 kobiet oraz 3096 mężczyzn, z czego Albańczycy stanowili 89,99%, Arumuni 0,02% mieszkańców. 
W skład gminy wchodzi siedem miejscowości: Balldre, Mali-Kakariq, Gocaj, Balldre i Ri, Torovice, Malecaj, Qender-Kakariq, Koljaka.